# Chusquea valdiviensis
La quila del sur o quila de hoja ancha (Chusquea valdiviensis) es una especie botánica de bambú del género Chusquea, que crece en ambientes de selva valdiviana, en el sudoeste del Cono Sur de América del Sur. 

## Descripción
Chusquea valdiviensis es una caña arbustiva, de rizoma paquimorfo, que presenta diámetros de 5 a 20 mm y alturas de 2 a 10 metros, creciendo apoyada en las ramas de los árboles del bosque subantártico que se encuentran en lugares clareados por la acción antrópica, o los que naturalmente se desarrollan en el borde de la foresta, generando densos matorrales llamados localmente colihuales o quilantos. 
Los entrenudos son de forma redondeada con longitudes de entre 10 y 22 cm, con pubescencia que va en aumento en dirección a la base donde muestra agrupamientos pilosos en forma de anillo.
Las hojas de la caña tienen vainas asimétricas, con pubescencia fina y longitudes que llegan hasta los 16 cm. 
Las lígulas tienen longitudes de entre 1 y 2 mm; son persistentes, con borde sinuoso, ciliado; las láminas poseen forma triangular, de 1 a 2 cm de largo por 1 cm de ancho.
Los nudos presentan numerosas yemas, la más grande se sitúa en el centro, las demás son pequeñas y se agrupan en forma de “U”. 
Las ramificaciones se componen de 10 a 30 ramas, la central es robusta, de hasta 60 cm de longitud. Las hojas de las ramas muestran vainas con márgenes distales con pubescencia. La lámina es membranácea, divergente; presenta longitudes de entre 11 y 17 cm y anchos de entre 11 y 20  mm; es escabrosa en el borde; la cara abaxial tiene pelos ralos.
Inflorescencias en panojas, las que están compuestas por varias ramas densifloras con longitudes de entre 10 y 16 cm y pedicelos pubescentes. Espiguillas violáceas, de 6 a 6,5 mm de longitud; dos glumas con ancha forma lanceolada, aristuladas, carinadas y desiguales, de pubescencia fina. 
Son caracteres diagnósticos sus ramificaciones curvadas en su base en 90 a 180° en relación con la caña, las innovaciones extravaginales de las cañas nuevas y el ancho de las hojas: generalmente de 10 a 25 mm.

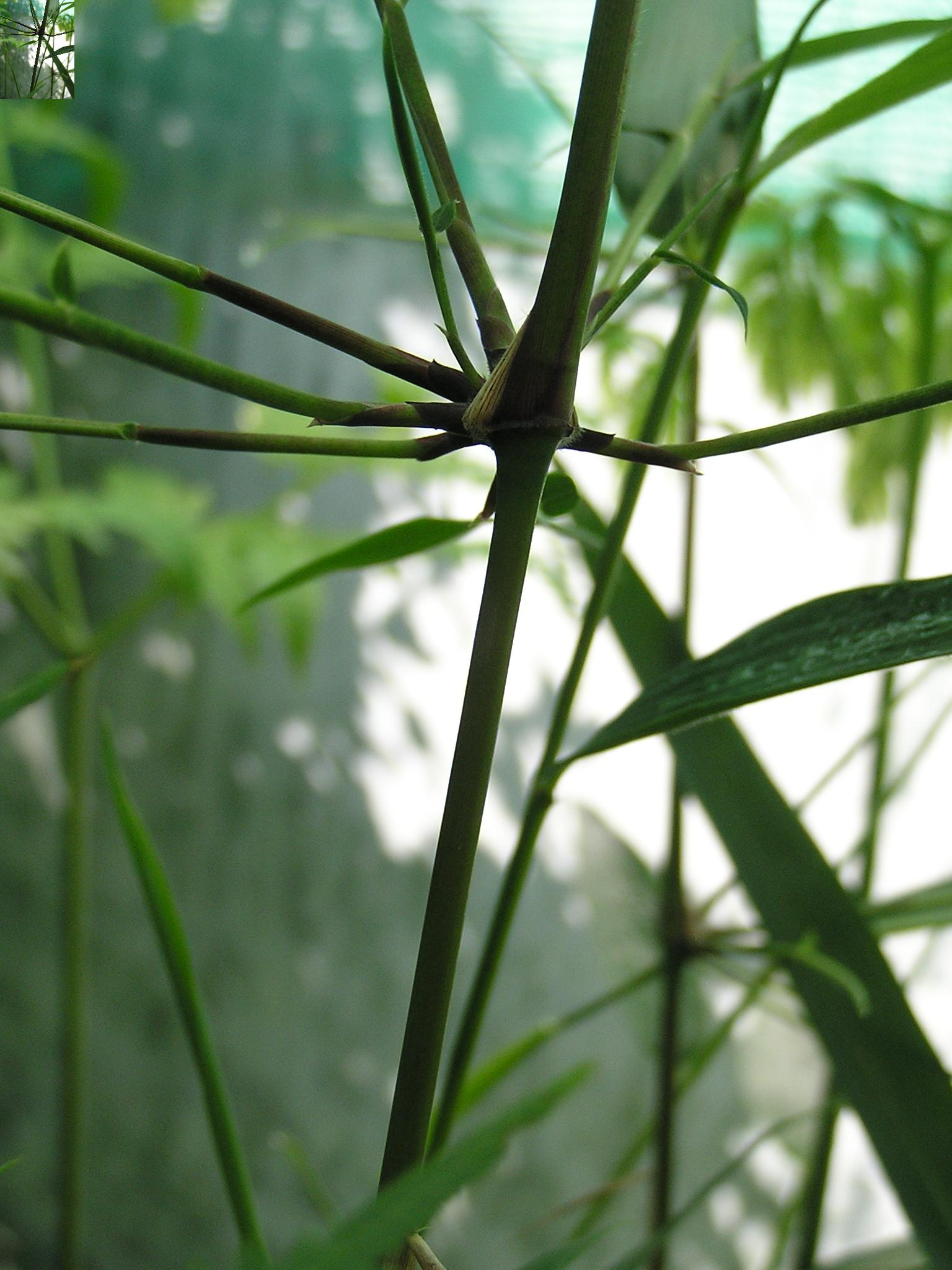
Quila del sur (Chusquea valdiviensis).

## Reproducción y crecimiento
Como ocurre con otras especies de bambúes, es monocárpica, es decir, posee un ciclo sexual esquematizado en: floración-semillación-mortalidad, el que ocurre después de un crecimiento de la planta que demanda décadas, y efectuándose de manera sincrónica en enormes extensiones geográficas de su distribución. 
Su floración y muerte aumenta exponencialmente la proporción
de combustible fino seco en el sotobosque, lo que se traduce en un incremento de la inflamabilidad del bosque, por lo tanto, del aumento del riesgo de incendios forestales.
Epidemiológicamente, tras la semillación ocurre, como respuesta ecológica, una  “ratada”, es decir, una multiplicación en números exorbitantes de varias especies de roedores, particularmente del ratón de pie chico (Loxodontomys micropus), del ratón de pelo largo (Abrothrix longipilis), del ratón oliváceo (Abrothrix olivaceus) y del ratón colilargo (Oligoryzomys longicaudatus); este último animal es el reservorio fundamental del virus Hanta, agente etiológico que provoca el síndrome cardiopulmonar por Hantavirus (HCPS), que afecta a los humanos de cualquier edad, y en los que causa una mortalidad de entre el 30 y 35 %. Este ratón es notoriamente eficaz en multiplicar su población ante eventos de semillación de Chusquea valdiviensis.

## Usos
Sus semillas y tallos blandos y brotes nuevos se consumen y preparar de igual manera que como se realiza para el caso del colihue. 
Sus culmos, llamados colegües o coleos se utilizan para hacer muebles artesanales y son muy apreciados para encender fuego, porque pueden arder estando húmedos.

## Distribución y hábitat
Es endémica de la Argentina y de Chile. Su distribución por altitudes la sitúa desde el nivel del mar hasta los 800 m s. n. m..
En Chile se distribuye en el centro-sur, desde la Región del Biobío hasta la Región de Los Lagos.
En la Argentina de esta caña sólo habita una población en la isla Victoria del lago Nahuel Huapi, parque nacional Nahuel Huapi, departamento Los Lagos, provincia del Neuquén, patagonia argentina.
Habita en el distrito fitogeográfico subantártico valdiviano de la provincia fitogeográfica subantártica, haciendo denso e impenetrable al sotobosque  forestal en los lugares en que se encuentra.

## Taxonomía
Chusquea valdiviensis fue descrita originalmente en el año 1854 por el botánico y agrostólogo francés Étienne-Émile Desvaux.
Etimología
Chusquea: nombre genérico que viene del muisca chusky, que según manuscritos coloniales significa "Caña ordinaria de la tierra". Al parecer el nombre científico fue asignado por José Celestino Mutis durante la Expedición Botánica.
valdiviensis: epíteto geográfico que alude a su localización en Valdivia.
Sinonimia
- Arundo quila Kunth auct. non
- Chusquea quila Kunth auct. non
- Arundo intermedia Steud. nom. nud.[15]
- Chusquea intermedia Steud. nom. nud.
- Chusquea palenae Phil.[16]